# William Paterson
sir William Paterson (Scozia, aprile 1658 – Westminster, 22 gennaio 1719) è stato un mercante e banchiere scozzese.
William Paterson nacque nella casa dei genitori a Skipmyre nel Tinwald in Scozia, e visse presso di loro fino ai diciassette anni, quando emigrò brevemente a Bristol e poi nelle Bahamas dove concepì lo schema di Darién, il suo progetto di creare una colonia sull'istmo di Panama per agevolare gli scambi commerciali con l'Estremo Oriente.
Tornato in Europa, durante il regno di Giacomo II, tentò di convincere il governo inglese, che rifiutò, a finanziare lo schema di Darién. Proposte lo stesso progetto al Sacro Romano Impero, ma ottenne un altro rifiuto.
Paterson tornò a Londra dove si arricchì con il commercio estero (in primo luogo con le Indie Occidentali) grazie al suo lavoro presso la Worshipful Company of Merchant Taylors.
Nel 1691, propose l'istituzione della Banca d'Inghilterra così come descritta nel suo opuscolo A Brief Account of the Intended Bank of England. Il 27 luglio 1694 fu concesso il Royal Charter e la banca fu fondata.
Paterson tornò a Edimburgo, dove riuscì a farsi finanziare lo schema di Darién. Paterson fece parte della disastrosa spedizione scozzese di Panama del 1698, facente parte del progetto proposto, dove morirono tra gli altri sua moglie e suo figlio e dove, nonostante si ammalasse gravemente, fu tra i pochi sopravvissuti. Lo schema fu così fallimentare che la Scozia nel 1699 era praticamente in bancarotta. Quegli eventi furono la causa della firma dell'Atto di unione del 1707 e della fondazione del Regno Unito.
Passò gli ultimi anni della sua vita a Westminster, dove morì nel 1719.